# 基爾列烏特斯科耶湖
45°56′30″N 34°1′7″E / 45.94167°N 34.01861°E
基爾列烏特斯科耶湖（俄语：Кирлеутское озеро），是俄羅斯的湖泊，位於該國西南部，由克里米亞負責管轄，長13公里、寬3公里，面積20.8平方公里，集水區面積101平方公里，平均水深1.5米，最大水深3米。